# Yves Oehri
Yves Oehri (* 15. März 1987 in Nürensdorf) ist ein liechtensteinisch-schweizerischer ehemaliger Fussballspieler.

## Karriere

### Verein
Oehri kam nach seiner Zeit als Junior zum Schweizer Zweitligisten FC Winterthur, in dessen Nachwuchsmannschaft er eingesetzt wurde. Im Sommer 2008 wechselte er in die U-21 Mannschaft des FC St. Gallen. Zu Beginn der Saison 2009/10 erhielt er beim Erstligisten einen Profivertrag. Im Folgejahr schloss sich der Abwehrspieler dem FC Vaduz an. Im Jahr 2013 wechselte er ablösefrei zum Zürcher Stadtverein SC YF Juventus, bevor er 2017 vom Schweizer Verein FC Bassersdorf verpflichtet wurde. Seit Februar 2021 steht er beim FC Greifensee unter Vertrag.

### Nationalmannschaft
Oehri gab am 6. Oktober 2006 als 19-Jähriger beim 1:2 im Freundschaftsspiel gegen Österreich sein Debüt in der liechtensteinischen Nationalmannschaft. Bis 2017 war er insgesamt 53 Mal für sein Heimatland im Einsatz.

## Erfolge
FC Vaduz
- 2× Liechtensteiner Cupsieger: 2011, 2013